# Geilenkirchener Kreisbahn
| Einstige Gesamtstrecke der Geilenkirchener Kreisbahn |                                                                         |                                                                |                                                                |
| Streckennummer (DB): | 9242 Gillrath–Schierwaldenrath                                          |                                                                |                                                                |
| Kursbuchstrecke (DB): | 245q (1946)                                                             |                                                                |                                                                |
| Kursbuchstrecke: | 245p (Tüddern – Geilenkirchen 1946) 245q (Geilenkirchen – Alsdorf 1946) |                                                                |                                                                |
| Streckenlänge: | 37,7 km                                                                 |                                                                |                                                                |
| Spurweite: | 1000 mm (Meterspur)                                                     |                                                                |                                                                |
| Maximale Neigung: | 20 ‰                                                                    |                                                                |                                                                |
| |                                                                         |                                                                |                                                                |
| \| \| 37,7 \| Staatsgrenze Deutschland/Niederlande \| Staatsgrenze Deutschland/Niederlande \| \| \| 37,5 \| Tüddern \| Tüddern \| \| \| 35,2 \| Wehr (Kreis Geilenkirchen) \| Wehr (Kreis Geilenkirchen) \| \| \| 34,0 \| Süsterseel \| Süsterseel \| \| \| 30,4 \| Gangelt \| Gangelt \| \| \| 28,2 \| Kreuzrath \| Kreuzrath \| \| \| \| \| \| \| \| 26,8 \| Schierwaldenrath früher Langbroich-Schierwaldenrath \| Schierwaldenrath früher Langbroich-Schierwaldenrath \| \| \| \| \| \| \| \| 25,2 \| Birgden \| Birgden \| \| \| 24,0 \| Gelindchen (seit 1971) \| Gelindchen (seit 1971) \| \| \| 22,3 \| Stahe (seit 1950) \| Stahe (seit 1950) \| \| \| 21,4 \| Gillrath \| Gillrath \| \| \| 18,7 \| Bauchem \| Bauchem \| \| \| \| \| \| \| \| 16,3 \| Geilenkirchen Kreisbf heute Gleisanschluss im Bf Geilenkirchen \| Geilenkirchen Kreisbf heute Gleisanschluss im Bf Geilenkirchen \| \| \| \| \| \| \| \| \| Bahnstrecke Aachen–Mönchengladbach \| \| \| \| 14,2 \| Jakobshäuschen \| Jakobshäuschen \| \| \| 11,3 \| Immendorf \| Immendorf \| \| \| 9,8 \| Floverich-Apweiler (zeitweise) \| Floverich-Apweiler (zeitweise) \| \| \| 15,2 \| Puffendorf (GKB) \| 108 m ü. NHN \| \| \| \| ehem. Jülicher Kreisbahn nach Jülich (Normalspur) \| \| \| \| 6,4 \| Setterich \| Setterich \| \| \| 4,8 \| Baesweiler Jülicher Straße \| Baesweiler Jülicher Straße \| \| \| 3,8 \| Baesweiler \| Baesweiler \| \| \| 3,3 \| Oidtweiler \| Oidtweiler \| \| \| 1,7 \| Neuweiler \| Neuweiler \| \| \| 0,7 \| Schaufenberger Straße \| Schaufenberger Straße \| \| \| \| Aachener Kleinbahn \| \| \| \| 0,0 \| Alsdorf Kleinbahnhof ehem. Staatsbahn \| Alsdorf Kleinbahnhof ehem. Staatsbahn \| \| \| \| \| \| \| \| \| \| \| \| Quellen: [1] \| \| \| \| |                                                                         |                                                                |                                                                |
| | 37,7                                                                    | Staatsgrenze Deutschland/Niederlande                           | Staatsgrenze Deutschland/Niederlande                           |
| Bahnhof (Strecke außer Betrieb) | 37,5                                                                    | Tüddern                                                        | Tüddern                                                        |
| Bahnhof (Strecke außer Betrieb) | 35,2                                                                    | Wehr (Kreis Geilenkirchen)                                     | Wehr (Kreis Geilenkirchen)                                     |
| Bahnhof (Strecke außer Betrieb) | 34,0                                                                    | Süsterseel                                                     | Süsterseel                                                     |
| Bahnhof (Strecke außer Betrieb) | 30,4                                                                    | Gangelt                                                        | Gangelt                                                        |
| Haltepunkt / Haltestelle (Strecke außer Betrieb) | 28,2                                                                    | Kreuzrath                                                      | Kreuzrath                                                      |
| |                                                                         |                                                                |                                                                |
| Kopfbahnhof Strecke bis hier außer Betrieb | 26,8                                                                    | Schierwaldenrath früher Langbroich-Schierwaldenrath            | Schierwaldenrath früher Langbroich-Schierwaldenrath            |
| |                                                                         |                                                                |                                                                |
| Bahnhof | 25,2                                                                    | Birgden                                                        | Birgden                                                        |
| Haltepunkt / Haltestelle | 24,0                                                                    | Gelindchen (seit 1971)                                         | Gelindchen (seit 1971)                                         |
| Haltepunkt / Haltestelle | 22,3                                                                    | Stahe (seit 1950)                                              | Stahe (seit 1950)                                              |
| Kopfbahnhof Strecke ab hier außer Betrieb | 21,4                                                                    | Gillrath                                                       | Gillrath                                                       |
| Haltepunkt / Haltestelle (Strecke außer Betrieb) | 18,7                                                                    | Bauchem                                                        | Bauchem                                                        |
| |                                                                         |                                                                |                                                                |
| Spitzkehrbahnhof links (Strecke außer Betrieb) · Bahnhof | 16,3                                                                    | Geilenkirchen Kreisbf heute Gleisanschluss im Bf Geilenkirchen | Geilenkirchen Kreisbf heute Gleisanschluss im Bf Geilenkirchen |
| |                                                                         |                                                                |                                                                |
| Kreuzung geradeaus oben (Strecke geradeaus außer Betrieb) |                                                                         | Bahnstrecke Aachen–Mönchengladbach                             | Bahnstrecke Aachen–Mönchengladbach                             |
| Haltepunkt / Haltestelle (Strecke außer Betrieb) | 14,2                                                                    | Jakobshäuschen                                                 | Jakobshäuschen                                                 |
| Haltepunkt / Haltestelle (Strecke außer Betrieb) | 11,3                                                                    | Immendorf                                                      | Immendorf                                                      |
| Haltepunkt / Haltestelle (Strecke außer Betrieb) | 9,8                                                                     | Floverich-Apweiler (zeitweise)                                 | Floverich-Apweiler (zeitweise)                                 |
| Bahnhof (Strecke außer Betrieb) · Kopfbahnhof Streckenanfang (Strecke außer Betrieb) | 15,2                                                                    | Puffendorf (GKB)                                               | 108 m ü. NHN                                                   |
| Strecke (außer Betrieb) · Strecke nach links (außer Betrieb) |                                                                         | ehem. Jülicher Kreisbahn nach Jülich (Normalspur)              | ehem. Jülicher Kreisbahn nach Jülich (Normalspur)              |
| Haltepunkt / Haltestelle (Strecke außer Betrieb) | 6,4                                                                     | Setterich                                                      | Setterich                                                      |
| Haltepunkt / Haltestelle (Strecke außer Betrieb) | 4,8                                                                     | Baesweiler Jülicher Straße                                     | Baesweiler Jülicher Straße                                     |
| Bahnhof (Strecke außer Betrieb) | 3,8                                                                     | Baesweiler                                                     | Baesweiler                                                     |
| Haltepunkt / Haltestelle (Strecke außer Betrieb) | 3,3                                                                     | Oidtweiler                                                     | Oidtweiler                                                     |
| Haltepunkt / Haltestelle (Strecke außer Betrieb) | 1,7                                                                     | Neuweiler                                                      | Neuweiler                                                      |
| Haltepunkt / Haltestelle (Strecke außer Betrieb) | 0,7                                                                     | Schaufenberger Straße                                          | Schaufenberger Straße                                          |
| Abzweig geradeaus und von links (Strecke außer Betrieb) |                                                                         | Aachener Kleinbahn                                             | Aachener Kleinbahn                                             |
| Bahnhof (Strecke außer Betrieb) | 0,0                                                                     | Alsdorf Kleinbahnhof ehem. Staatsbahn                          | Alsdorf Kleinbahnhof ehem. Staatsbahn                          |
| |                                                                         |                                                                |                                                                |
| |                                                                         |                                                                |                                                                |
| Quellen: |                                                                         |                                                                |                                                                |

Die Geilenkirchener Kreisbahn – auch Geilenkirchener Kreisbahnen genannt aufgrund der getrennten Betriebsführung auf ihren beiden Streckenästen – war eine knapp 38 km lange, meterspurige Kleinbahn im Westen des heutigen Bundeslandes Nordrhein-Westfalen. Den betrieblichen Mittelpunkt bildete der Geilenkirchener Kreisbahnhof, von ihm aus erschlossen zwei Streckenäste den strukturschwachen und ländlich geprägten Selfkant und einen Teil des Jülicher Landes mit dem nördlichen Teil des Wurmreviers. Der Betrieb der Bahn wurde nach rund 50 Jahren ab 1953 sukzessive aufgegeben und 1973 gänzlich eingestellt.
Auf einem erhaltenen Reststück von 5,5 Kilometern Länge des Streckenastes in den Selfkant wird heute unter dem Namen Selfkantbahn eine meterspurige Museumseisenbahn betrieben.

## Geschichte

### Eigentümer und Betriebsführung
Die Geilenkirchener Kreisbahn (GKB) entstand als Eigenbetrieb des früheren Kreises Geilenkirchen in der preußischen Rheinprovinz, der 1932 mit dem Nachbarkreis zum Selfkantkreis Geilenkirchen-Heinsberg vereinigt wurde. Durch eine Zusammenlegung mit dem früheren Kreis Erkelenz entstand daraus 1972 der heutige Kreis Heinsberg.
Der Kreis finanzierte den Bau der Bahn und beauftragte mit Bau und Betriebsführung die Westdeutsche Eisenbahn-Gesellschaft, seit 1928 deren Nachfolgerin Vereinigte Kleinbahnen AG in Frankfurt am Main. Ab 1951 übernahm der Eigentümer durch die Kreiswerke Geilenkirchen-Heinsberg GmbH selbst die Betriebsführung.
Die Eigentümergesellschaft der Bahn ist 2003 aufgegangen in der WestEnergie und Verkehr GmbH (west), deren Geschäftstätigkeit hauptsächlich im Betrieb von Überlandbuslinien besteht und deren Eisenbahnaktivitäten sich auf die Infrastrukturunterhaltung der musealen Selfkantbahn-Strecke und den Güterumschlag am regelspurigen Geilenkirchener Güterbahnhof beschränken.

### Aufbau des Schienennetzes
Von einem um 1900 geplanten Kleinbahnnetz in Meterspur, das sich einerseits über die niederländische Grenze hinaus und andererseits bis ins Brohltal erstrecken sollte, wurden nur die Bergheimer Kreisbahnen, Brohltalbahn, Cöln-Bonner Kleinbahnen, Euskirchener Kreisbahnen, Geilenkirchener Kreisbahn und die Mödrath-Liblar-Brühler Eisenbahn realisiert. Die Strecke der Geilenkirchener Kreisbahn verlief von Alsdorf bis Tüddern.
Die insgesamt 37,7 Kilometer lange, aus zwei Ästen bestehende Strecke, die das Aachener Steinkohlenrevier über Geilenkirchen mit der ländlich geprägten Region des Selfkants verband, wurde von der Westdeutschen Eisenbahn-Gesellschaft in Köln, einem Tochterunternehmen der Stettiner Firma Lenz & Co., erbaut. Eine ursprünglich geplante Verlängerung von Tüddern bis zum  Bahnhof Sittard wurde aus politischen Gründen nicht genehmigt. Jedoch war der Bahnhof Tüddern fußläufig aus Broeksittard, einem Stadtteil der niederländischen Stadt Sittard, erreichbar.
Die meterspurige Kleinbahn wurde am 7. April 1900 in Betrieb genommen. Trotz Beginns der Streckenkilometrierung in Alsdorf war Ausgangspunkt und Betriebsmittelpunkt der Kleinbahnhof (später Kreisbahnhof) der Kreisstadt Geilenkirchen, ein Kopfbahnhof, der nahe dem Staatsbahnhof der Strecke Aachen–Mönchengladbach lag. Von Geilenkirchen aus führte ein 17 Kilometer langer Streckenast durch einen Teil des westlichen Jülicher Landes in südöstlicher Richtung nach Puffendorf, wo Anschluss an die Jülicher Kreisbahn bestand, und sodann weiter nach Alsdorf Kleinbahnhof im nördlichen Teil des Aachener Kohlenreviers. Hier bestand eine Umsteigemöglichkeit in die Straßenbahnlinie über Mariadorf nach Eschweiler. Der Staatsbahnhof Alsdorf lag 800 Meter entfernt an der Strecke Herzogenrath–Stolberg.
Der andere von Geilenkirchen ausgehende Streckenast erschloss den Selfkant, die Westspitze des Kreises, über Gillrath – Langbroich-Schierwaldenrath – Gangelt bis zu seinem Endpunkt in Tüddern (22 Kilometer). Das letzte Teilstück ab Süsterseel war für eine nie gebaute „Selfkantbahn“ des damaligen Kreises Heinsberg vorgesehen und ging erst 1905 in das Eigentum des Kreises Geilenkirchen über.
Da eine Verbindungskurve zwischen den beiden Streckenästen trotz diesbezüglicher Planungen unverwirklicht blieb, setzte eine durchgehende Fahrt auf der Gesamtstrecken einen Fahrtrichtungswechsel des Zuges im Geilenkirchener Kreisbahnhof voraus.

### Niedergang der Schmalspurbahn und Aufbau des Überlandbusnetzes
Während des Zweiten Weltkriegs wurde am 9. September 1944 ein Zug während der Einfahrt in den Schierwaldenrather Bahnhof von einem Tiefflieger beschossen. Der Angriff kostete 30 Menschen das Leben. Nach diesem Ereignis fuhr die Bahn für kurze Zeit Personenzüge nur noch in den Nachtstunden, bis der Betrieb schließlich gemäß einer Anordnung des Kreisleiters am 13. September 1944 aufgrund der heranrückenden Front ganz eingestellt wurde.
Nach dem Krieg war die Bahn stark zerstört. Die Brücken über die Wurm und die Herzog-Wilhelm-Straße in Geilenkirchen waren gesprengt, Lokschuppen und Werkstatt sowie sämtliche Wellblechbuden auf Unterwegsstationen vollständig vernichtet, die weiteren Gebäude mehr oder weniger stark beschädigt. Das Rollmaterial war größtenteils nicht mehr betriebsfähig, so sämtliche vier Lokomotiven und der Triebwagen.
Doch trotz der umfangreichen Kriegsschäden nahm die Kreisbahn den Bahnbetrieb recht bald wieder auf. Zum 1. Februar 1946 konnte wieder Baesweiler angefahren werden, am 11. Februar auch Alsdorf. Auf dem Tüdderner Streckenast begann der Betrieb nach zweijähriger Unterbrechung erneut am 6. September 1946. Hierzu musste die Lokomotive 2lm zunächst per Straßenroller vom Geilenkirchener Kreisbahnhof zum Tüdderner Streckenast transportiert werden, da bis zum 11. Januar 1947, nach Wiederaufbau der zerstörten Wurmbrücke, Züge nur von und bis Bauchem, nicht jedoch zum Kreisbahnhof verkehren konnten. Als der Selfkant am 23. April 1949 unter niederländische Verwaltung gestellt wurde, musste auf Anordnung der niederländischen Behörden der Bahnbetrieb zwischen Gangelt und Tüddern eingestellt werden – er wurde 1963 mit dem Ende der niederländischen Mandatsverwaltung nicht mehr aufgenommen.
Erlebte die GKB in den ersten Nachkriegsjahren im Personenverkehr einen absoluten Nachfragerekord, so sanken genauso rasch nach der Währungsreform die Beförderungszahlen im Personenzugdienst auf bislang ungekannte Tiefstände ab. Sukzessive wurde der Bahnbetrieb in der Folge aufgeben. Der Personenverkehr wurde auf dem Streckenteil Geilenkirchen–Alsdorf zum 17. Mai 1953, zwischen Geilenkirchen und Gangelt zum 1. Oktober 1960 eingestellt.
Die zunehmende Motorisierung der Gewerbebetriebe und der Bauern in der Nachkriegszeit führte auch zur Aufgabe des Güterverkehrs. Neue, leistungsfähigere Traktoren oder LKWs waren in der Lage, das Erntegut direkt vom Hof bis zur Weiterverarbeitung (Genossenschaft oder Zuckerfabrik) zu transportieren. Auf der südlichen Teilstrecke zwischen Puffendorf und Alsdorf endete der Güterverkehr bereits am 17. Mai 1953, zwischen Jakobshäuschen und Puffendorf am 22. Dezember 1963 und auf dem Reststück am 30. November 1966. Auf dem Streckenteil in Richtung Selfkant stellte man den Betrieb zwischen Langbroich-Schierwaldenrath und Gangelt am 4. Dezember 1969 und schließlich am 1. Juli 1971 ganz ein. Bis zum Umbau der schmalspurigen Ladegleise auf Regelspur 1973 verblieb auf wenigen hundert Metern in Geilenkirchen zunächst noch ein Restbetrieb, um vom DB-Anschluss regelspurige Güterwagen auf Rollböcken zum GKB-Ladegleis zu rangieren.

#### Kreiswerke Heinsberg
Den Personenverkehr übernahm nach Einstellung der Schienenbeförderung der kreisbahneigene Omnibusbetrieb, welcher schon seit dem 4. Dezember 1949 immer mehr Linien eröffnet hatte. Man reagierte damit auf das gestiegene Komfortbedürfnis der Fahrgäste, denn der schlechte Oberbau der Bahnstrecke ließ einen störungsfreien Betrieb kaum mehr zu. Ferner waren Busse flexibler einsetzbar und im Betrieb preiswerter.
So konnte beispielsweise schon 1953 eine Buslinie die grenzüberschreitende Verlängerung der Verbindung Geilenkirchen – Gangelt – Tüddern ins niederländische Sittard bedienen (heutiger Schnellbus 3).
Parallel zur Entwicklung des GKB-Kraftverkehrs entstand im Erkelenzer Land 1934 die Verkehrsgesellschaft Erkelenz GmbH (kurz auch nur Verkehrsgesellschaft genannt), die schon 1938 über elf Omnibusse auf sieben Linien verfügte. 1965 wurde ein eigener Betriebshof in Erkelenz gebaut.
Nach der Zusammenlegung der Kreise Geilenkirchen und Erkelenz zum neuen Kreis Heinsberg am 1. Januar 1972 wurden auch die beiden kommunalen Busunternehmen fusioniert. So wurde zum 1. Januar 1975 der Kraftverkehr der GKB mit dem Kraftverkehr Erkelenz in einem Betrieb und zusammen mit dem Stromversorgungsbetrieb zum Unternehmen Kreiswerke Heinsberg GmbH zusammengefasst. Am 1. Juli 1993 wurde der komplette Güterverkehr eingestellt, den bis dahin etwa zehn verschiedene LKW durchgeführt hatten.

## Gegenwart

### Fusion der Kreiswerke Heinsberg zur WestEnergie und Verkehr GmbH
Die WestEnergie und Verkehr GmbH (west) entstand im Jahr 2003 aus dem Zusammenschluss der Kreiswerke Heinsberg (KWH) und der Westdeutschen Licht- und Kraftwerke (WLK). Damit kam auch der Verkehrsbetrieb der Kreiswerke Heinsberg, die ehemalige Kreisbahn, zur WestEnergie und Verkehr. 2009 versorgte die WestEnergie und Verkehr mit rund 100 eigenen Bussen ein 689 Kilometer langes Liniennetz im Heinsberger Land. Mit Abspaltung der Energie-Sparte 2015 wurde das Unternehmen in WestVerkehr GmbH umbenannt.
Die Eisenbahnaktivitäten der WestEnergie und Verkehr, durch ihre 100%ige Tochtergesellschaft West-Gleis GmbH, beschränken sich auf die Infrastrukturunterhaltung der Bahnstrecke Wegberg Klinkum–Prüfcenter Wegberg-Wildenrath, den Güterumschlag am regelspurigen Geilenkirchener Güterbahnhof und bis 2012 die Infrastrukturunterhaltung der musealen Selfkantbahn-Strecke.

### Trasse
Der Verlauf von Teilen der ehemaligen Trasse sind heute als Feldweg, Bahnradweg oder Baumallee in der Landschaft erkennbar. Teilweise sind dort Neubaugebiete errichtet worden, deren Namen an die alte Trasse erinnern. Beispiele sind die Kreisbahnstraße in Gillrath und der sich anschließende, von einem Grünzug begleitete Weg in Richtung Geilenkirchen sowie ein Grünzug zwischen Schierwaldenrath und Gangelt.

## Museumsbahn „Selfkantbahn“
Unter dem Namen Selfkantbahn ist das übrig gebliebene Teilstück der ehemaligen Geilenkirchener Kreisbahn bekannt. Die 5,5 Kilometer lange Strecke ist die letzte erhaltene 1000-mm-Kleinbahn in Nordrhein-Westfalen. Der heutige Betreiber ist die Touristenbahnen im Rheinland GmbH als Eisenbahnverkehrsunternehmen und seit 2012 auch als Eisenbahninfrastrukturunternehmen. Die Gesellschaft gehört dem Verein Interessengemeinschaft Historischer Schienenverkehr e. V. (IHS).
1969 begann auf dem Abschnitt Geilenkirchen – Gillrath – Schierwaldenrath – Gangelt ein erster historischer Schienenverkehr, aus dem schließlich die heutige Selfkantbahn hervorging. Der ursprüngliche Plan der Museumsbahn-Aktivisten, die Strecke zu elektrifizieren und hier Fahrzeuge der bald darauf stillgelegten Aachener Straßenbahn einzusetzen, scheiterte an den hohen Kosten.
Seit 1973 wird nur noch auf dem Teilstück zwischen Geilenkirchen-Gillrath und Gangelt-Schierwaldenrath ein Museumsbetrieb mit regelmäßigen Dampflokomotiveinsätzen durchgeführt. Der Grund für diese Verlagerung weg vom ehemaligen Betriebsmittelpunkt Geilenkirchen lag darin, dass der Oberbau der Strecke zwischen Geilenkirchen und Gillrath zu schlecht war, um mit Schienenfahrzeugen noch regelmäßig befahren werden zu können. Außerdem sollte bei der Modernisierung von Straßen im Selfkantgebiet Kosten für die Neuerrichtung von Bahnübergängen eingespart werden.
Dennoch plant die IHS, die Strecke westlich bis Gangelt und östlich bis zur Ortsumgehung von Geilenkirchen zu verlängern. Damit soll eine größere touristische Attraktivität erreicht werden. Aus finanziellen Gründen sind diese Pläne zurzeit nicht zu realisieren.
Die Freifahrt für Menschen mit Behinderung mit entsprechender Berechtigung ist auch auf dieser Museumsbahn möglich; der Zug führt einen sogenannten Wagen für alle mit.

### Fahrplan und Betrieb
Der museale Bahnverkehr findet sonn- und feiertäglich sowie reduziert (ein Zugpaar mit Lokführerseminar) an bestimmten Samstagen jeweils zwischen Ostern und Ende September sowie in der Vorweihnachtszeit statt. Die dann durchgeführten Fahrten mit ebenfalls dampfbespannten „Nikolauszügen“ erfreuen sich großer Beliebtheit, sodass hier jährlich über 10.000 Fahrgäste gezählt werden können.
Der Betriebsmittelpunkt mit Werkstätten, Bekohlungsvorrichtung (im echten Handbetrieb) und umfangreichen Abstellmöglichkeiten für Lokomotiven und Wagen befindet sich in Schierwaldenrath.
Der Haltepunkt Stahe hat eine Anlage zum Wasserfassen; die fünfminütige Fahrtunterbrechung auf dem Weg nach Schierwaldenrath wird als Fotohalt ausgewiesen.

### Ziele
Die IHS versucht, ein möglichst originalgetreues Abbild des ländlichen Schienenverkehrs Mitte des 20. Jahrhunderts darzustellen. Das war die Zeit, als viele ländliche Regionen Deutschlands durch Kleinbahnen, die oft den jeweiligen Landkreisen gehörten, erschlossen waren.
Das Kleinbahnmuseum Selfkantbahn hat zwischenzeitlich einen Bestand von über 80 Fahrzeugen, die teilweise im Museumsverkehr eingesetzt werden. Die restlichen Fahrzeuge sind in der großen Wagenhalle museal aufgestellt und durch Hinweistafeln erläutert. Zwischenzeitlich ist hier eine beträchtliche Anzahl Fahrzeuge der ehemaligen MEG (Mittelbadischen Eisenbahnen AG) untergestellt, so dass stilechte MEG-Zuggarnituren gebildet werden können. Das gesamte Areal mit Werkstätten, Wagenhalle und Lokschuppen kann kostenlos besichtigt werden.

## Fuhrpark
Die Triebfahrzeuge der GKB waren anfangs vier zweiachsige Dampflokomotiven des Lenz-Typs „h“, die kurz später von vierachsigen Malletloks abgelöst wurden (Typen „lm“ und „mm“).
1936 begann die Ablösung der Dampflokomotiven durch Dieseltriebfahrzeuge mit einem Wismarer-Leichttriebwagen Typ Frankfurt, der als VT 100 eingereiht wurde. Nachdem 1939 ein weiteres Fahrzeug des gleichen Typs bestellt, aber wegen des Kriegs nicht geliefert wurde, kaufte die GKB 1950 bei Talbot einen Triebwagen des Typs Eifel (heute besitzt die Selfkantbahn mit dem VT 102, der 1999 von der Inselbahn Langeoog zur Selfkantbahn kam, ein anderes Exemplar des gleichen Typs).
1955 wurden zwei Diesellokomotiven von Klöckner-Humboldt-Deutz AG in Betrieb genommen (Betriebsnummern V 10 und V 11). Diese Lokomotiven wurden 1973 nach Togo verkauft. Die V 11 kam am 12. Januar 2001 wieder zur Selfkantbahn zurück, nachdem 1999 ein Mitarbeiter der Selfkantbahn die Lokomotive im Bahnhof der togolesischen Hauptstadt Lomé in nicht betriebsbereitem Zustand vorfand und sehr günstig zurückkaufen konnte. Die Maschine ist nach erfolgter Aufarbeitung wieder in Betrieb und wurde am 17. September 2022 durch die Geilenkirchener Bürgermeisterin Daniela Ritzerfeld auf den Namen Geilenkirchen getauft.